# Santa Rosa de Lima de Abiquiú
Santa Rosa de Lima de Abiquiú fue una población de fundación española de época de Santa Fe de Nuevo México de principios del siglo xviii, situada en las inmediaciones de Abiquiú en el condado de Río Arriba, Nuevo México, Estados Unidos.

## Historia
La población de Santa Rosa de Lima de Abiquiú se fundó a orillas del río Chama en 1744, en honor a santa Rosa de Lima con unas veinte familias de hopi-teguas. La presencia efectiva española en la región data de la década de 1730. Su iglesia se construyó en 1744. Sin embargo, las incursiones y ataques de los utes y los comanches supusieron el abandono de Santa Rosa de Ubiquiú en 1747 y la fundación del actual Santo Tomás de Abiquiú en 1750.
La iglesia de Santa Rosa continuó en uso, siendo parada de la expedición de Domínguez y Escalante en 1776. 
Finalmente la iglesia fue desacralizada en la década de 1930.

## Descripción
Santa Rosa de Lima de Abiquiú fue agregada al Registro Nacional de Lugares Históricos en 1978, con el número 78001820. 
En la actualidad es un despoblado o ciudad fantasma, en el que se pueden apreciar los indicios de las construcciones en adobe de la antigua población, destacando las de la iglesia. 
El sitio es propiedad privada, perteneciente a la Arquidiócesis de Santa Fe.